# Eustala secta
Eustala secta là một loài nhện trong họ Araneidae.
Loài này thuộc chi Eustala. Eustala secta được Cândido Firmino de Mello-Leitão miêu tả năm 1945.